# Urophyllum attenuatum
Urophyllum attenuatum är en måreväxtart som beskrevs av Theodoric Valeton. Urophyllum attenuatum ingår i släktet Urophyllum och familjen måreväxter. Inga underarter finns listade i Catalogue of Life.